# Hard Rock Stadium
Hard Rock Stadium – stadion wielofunkcyjny w Miami Gardens w stanie Floryda. Swoje mecze domowe rozgrywa na nim futbolowy zespół ligi NFL Miami Dolphins oraz uniwersytecka drużyna futbolowa Miami Hurricanes. W latach 1993–2011 odbywały się na nim również mecze baseballowe ligi MLB, których gospodarzem był zespół Florida Marlins.
Budowę stadionu rozpoczęto w grudniu 1985 roku, a pierwszy mecz odbył się 16 sierpnia 1987, gdy Miami Dolphins podejmowali Chicago Bears. 5 kwietnia 1993 pierwszy mecz rozegrał baseballowy zespół Florida Marlins, który korzystał z obiektu przez 19 sezonów, przenosząc się w 2012 roku na nowo wybudowany stadion Marlins Park. Po zakończeniu sezonu 2014 obiekt przeszedł przebudowę, w wyniku której pojemność zmniejszyła się do 65 326 miejsc. Rekordową frekwencję zanotowano 7 stycznia 2013 podczas meczu rozegranego w ramach BCS National Championship Game pomiędzy Alabama Crimson Tide i Notre Dame Fighting Irish. Spotkanie obejrzało 80 120 widzów.
Podczas swojego istnienia stadion nosił nazwy: Joe Robbie Stadium (1987–1996), Pro Player Park (1996), Pro Player Stadium (1996–2005), Dolphins Stadium (2005–2006), Dolphin Stadium (2006–2009), Land Shark Stadium (2009–2010) oraz Sun Life Stadium (2010–2016). Na stadionie miały miejsce również koncerty, między innymi U2, The Rolling Stones, Pink Floyd, Eltona Johna, Genesis, Guns N’ Roses, The Who, Roda Stewarta, Paula McCartneya, The Police oraz Madonny.
Stadion w Miami Gardens był pięciokrotnie areną Super Bowl, po raz pierwszy w 1989 roku.
| Data             | Super Bowl | Zespół              | Wynik | Zespół             | Widzów |
| ---------------- | ---------- | ------------------- | ----- | ------------------ | ------ |
| 22 stycznia 1989 | XXIII      | San Francisco 49ers | 20:16 | Cincinnati Bengals | 75 129 |
| 29 stycznia 1995 | XXIX       | San Francisco 49ers | 49:26 | San Diego Chargers | 74 107 |
| 31 stycznia 1999 | XXXIII     | Denver Broncos      | 34:19 | Atlanta Falcons    | 74 803 |
| 4 lutego 2007    | XLI        | Indianapolis Colts  | 29:17 | Chicago Bears      | 74 512 |
| 7 lutego 2010    | XLIV       | New Orleans Saints  | 31:17 | Indianapolis Colts | 74 059 |